# Indonesische literatuur
Indonesische literatuur heeft drie mogelijke betekenissen:
- Literatuur geschreven in de Indonesische Archipel
- Literatuur geschreven in het Maleis, de taal waaruit het Indonesisch ontstaan is
- Literatuur geschreven in het Indonesisch

Bij deze laatste is het belangrijk op te merken dat er nog steeds vele dialecten te vinden zijn die een vorm zijn van het Indonesisch.
Omdat in de Aziatische cultuur vele verhalen nog steeds mondeling worden doorgegeven, rijst bij sommige taalkundigen de vraag of deze mondelinge overleveringen ook moeten worden opgenomen in bovenstaande lijst.
Dit artikel handelt enkel over de genoemde drie vormen, die alle geschreven zijn.

## Moeilijk onderscheid
Het aantal talen dat in de Indische Archipel gesproken wordt, is erg groot (meer dan 1000 verschillende talen). Het is daarom onmogelijk om al deze literaire vertakkingen te bespreken in een enkel artikel. Aangezien het idee van een Indonesische officiële taal slechts in de jaren 1920 is opgekomen, zal dit artikel zich voornamelijk richten op de evoluties in de twintigste eeuw.
Wanneer we dan de Indonesische literatuur willen beschrijven, worden we opnieuw met enkele problemen geconfronteerd:
- Het onderscheid tussen Maleis en Indonesisch is er moeilijk te zien.

Zelfs in de jaren 30, terwijl het Indonesische als officiële landstaal al enige tijd in ontwikkeling was, bleef het Maleis de lingua franca van de hele Indische Archipel. Het Indonesisch werd dus ook voortdurend beïnvloed door het Maleis en zodoende is het vaak moeilijk te zien waar het Maleis stopt en het Indonesisch begint. Bovendien is het ook onmogelijk om de evolutie van Indonesische literatuur te bestuderen zonder een studie van het oudere Maleis en haar traditie.
- Wederzijdse invloed van andere dialecten en hun literatuur.

Een verhaal dat voorkomt in het Indonesisch, kan ook in een andere Maleise talen voorkomen (vaak met lichte variaties wat inhoud betreft) Dit is heel vaak het geval bij verhalen die lange tijd mondeling zijn overgeleverd.
- Het onderscheid tussen mondelinge en schriftelijke literatuur blijkt niet altijd zo duidelijk als men zou verwachten.

## Overzicht
In haar vroege geschiedenis was Indonesië de smeltkroes van zeelui uit China, India, Europa en het Midden-Oosten. Tussen 1600 en 1942 was het land een kolonie van Nederland, van 1942 tot 1945 was het een kolonie van Japan. De Indonesische literatuur werd erg beïnvloed door al die andere culturen, voornamelijk door India, Perzië en China; meer recent ook nog door West-Europa. Desondanks zijn unieke kenmerken van de Indonesische literaire tradities bewaard gebleven en dat maakt de Indonesische literatuur tot een aparte strekking.
We kunnen deze strekking verdelen in enkele periodes:
- Punjangga Lama, wat zoveel betekent als literatuur van de oudste tijden. Dit zijn traditionele literaire werken.
- Sastra Melayu Lama, de oude Maleise literatuur.
- Angkatan Balai Pustaka, de Generatie van het Koloniale Bureau voor Volksliteratuur (vanaf 1908)
- Pujangga Baru, literatuur van de nieuwere tijden. (vanaf 1933)
- Angkatan '45, de Generatie van 1945.
- Angkatan '50-an, de Generatie van de jaren 50.
- Angkatan '66-'70-an, de Generatie van '66 en de jaren 70.
- Dasawarsa '80-an: het Decennium van de jaren 80.
- Angkatan Reformasi, het tijdperk dat aanbrak net het vertrek van Soeharto, een tijdperk van hervormingen.

Het is belangrijk dat we beseffen dat vele van bovenstaande bewegingen elkaar in tijd overlappen. Zo werd de oude Maleise literatuur nog geschreven tot een heel eind in de twintigste eeuw en Pujangga Baru was ook nog populair nadat de Generatie van de jaren 50 zich op het literaire toneel getoond had.

## Traditionele literatuur:Pujangga Lama
Deze strekking vindt haar oorsprong in de Maleise literatuur en ze is daardoor nog erg lang beïnvloed. Het grootste deel van de Pujangga Lama (wat letterlijk 'de oude dichters' betekent) moet geschreven zijn tussen de aankomst van de moslims, maar nog voor het begin van de twintigste eeuw. Daarvoor bestond echter ongetwijfeld een levendige mondelinge overlevering.

### Genres
In de geschreven poëzie en proza kunnen we enkele traditionele genres terugvinden die in deze strekking overheersen:
- syair: traditionele narratieve poëzie.
- pantun: kwatrijn.
- gurindam: kort aforisme.
- hikayat: sprookjes, fabels en andere soortgelijke verhalen.
- babad: kroniek en andere verhalen.

### Werken
Voorbeelden van werken uit deze genres:
- syair

Syair Bidasari, Syair Ken Tambuhan, Syair Raja Mambang Jauhari, Syair Raja Siak
- pantun

Terang Bulan
- hikayat

Hikayat Abdullah, Hikayat Andaken Penurat, Hikayat Bayan Budiman,
Hikayat Djahidin, Hikayat Hang Tuah, Hikayat Kadirun, Hikayat Kalila dan Damina,
Hikayat Masydulhak, Hikayat Pelanduk Jinaka, Hikayat Pandja Tanderan,
Hikayat Putri Djohar Manikam, Hikayat Tjendera Hasan, Tsahibul Hikayat.
- babad

Sejarah Melayu.

## 1870-1942,Sastra Melayu Lama
De werken van deze periode waren voornamelijk populair bij de inwoners van Sumatra (met onder meer Langkat, Tapanuli, Padang), Chinezen en Indo-Europeanen. De vroegste werken bestonden in de eerste plaats uit syair, hikayat en vertalingen van Westerse romans.
Enkele voorbeelden hiervan:
| - Robinson Crusoe (vertaling) - Lawan-lawan Merah - De reis om de wereld in tachtig dagen (Mengelilingi Bumi dalam 80 hari) (vertaling) - De Graaf van Monte Cristo (vertaling) - Kapten Flamberger (vertaling) - Rocambole (vertaling) - Nyai Dasima van G. Francis - Bunga Rampai van A.F van Dewall - Kisah Perjalanan Nakhoda Bontekoe - Kisah Pelayaran ke Pulau Kalimantan - Kisah Pelayaran ke Makassar dan lain-lainnya - Cerita Siti Aisyah van H.F.R Kommer - Cerita Nyi Paina - Cerita Nyai Sarikem - Cerita Nyonya Kong Hong Nio | - Nona Leonie - Warna Sari Melayu van Kat S.J. - Cerita Si Conat van F.D.J. Pangemanan - Cerita Rossina - Nyai Isah van F. Wiggers - Drama Raden Bei Surioretno - Syair Java Bank Dirampok - Lo Fen Kui van Gouw Peng Liang - Cerita Oey See van Thio Tjin Boen - Tambahsia - Busono van R.M.Tirto Adhi Soerjo - Nyai Permana - Hikayat Siti Mariah van Hadji Moekti |

## AngkatanBalai Pustaka

### Pogingen om de eenheid te verstevigen
Tot de twintigste eeuw was er een grote etnische en linguïstische verscheidenheid binnen de archipel. De Maleise literatuur leunde sterk aan bij die van de buren, van het Batak in het westen tot Moluks in het oosten. Hoewel Maleis als lingua franca werd gebruikt, kon het niet worden beschouwd als een officiële landstaal.
Aan het begin van de twintigste eeuw tekenden zich echter verschillen af. Vooral bij de hoger opgeleide elite ontstonden sterk nationalistische gevoelens. De Nederlandse kolonisten, op hun beurt, lieten dit gevoel groeien en lieten meer vrijheden toe. Indonesische onafhankelijkheid stond echter nog niet in hun woordenboek. Een derde factor is de opkomst van de krant: eerst in het Chinees, vervolgens ook in het Maleis.

### Commissie voor de Volkslectuur
Opvoeding, communicatie, nationalisme: al deze factoren droegen bij tot het ontstaan van een eigen Indonesische literatuur. De Nederlanders wilden hun kans grijpen en deze krachten bundelen, kritiek op de kolonisatie in de kiem smoren en mensen opvoeden naar hun eigen wens. Daarom werd op 22 september 1917 de Commissie voor de Volkslectuur opgericht, een door de staat gecontroleerde uitgeverij. Behalve kritiek op het politieke gebeuren bande de overheid op deze manier ook alle inhouden die zouden kunnen aansporen tot ongehoord gedrag. Zo mocht een boek waar over een echtscheiding geschreven werd ook niet uitgegeven worden.
Om de indoctrinatie compleet te maken, werden her en der (school)bibliotheken opgericht waar Nederlandse werken te vinden waren, alsook vertalingen van wereldliteratuur. De werken werden ook gepubliceerd in hoog-Maleis, Javaans en Soendanees, af en toe zelfs in Balinees, Batak of Madoerees.

### De eerste Indonesische roman
Het was in deze periode dat de Indonesische literatuur gedomineerd werd door fictie en Westers drama en poëzie. Die stijl won langzaamaan aan armlengte ten koste van de traditionele syair, gurindam, pantun en hikayat.
Merari Siregars Azab dan Sengsara was de eerste moderne roman die in het Indonesisch verscheen en daarmee werd een breuklijn gevormd tussen de Maleise, romantische traditie.
Het boek was niet meteen een grote hit, het was namelijk een nogal zwart-wit weergave van de maatschappij en het verhaal richt zich specifiek en persoonlijk aan de lezer. Desalniettemin was het de eerste roman die ook alledaagse problemen aansneed (zoals bijvoorbeeld gedwongen huwelijk).

### Auteurs en werken van deBalai Pustaka
| - Merari Siregar - Azab dan Sengsara: kissah kehidoepan seorang gadis (1921) - Binasa kerna gadis Priangan! (1931) - Tjinta dan Hawa Nafsu - Marah Roesli - Siti Nurbaya - La Hami - Anak dan Kemenakan - Nur Sutan Iskandar - Apa Dayaku Karena Aku Seorang Perempuan - Hulubalang Raja (1961) - Karena Mentua (1978) - Katak Hendak Menjadi Lembu (1935) - Abdul Muis - Pertemuan Djodoh (1964) - Salah Asuhan - Surapati (1950) - Tulis Sutan Sati - Sengsara Membawa Nikmat (1928) - Tak Disangka - Tak Membalas Guna - Memutuskan Pertalian (1978) - Aman Datuk Madjoindo - Menebus Dosa (1964) - Si Tjebol Rindoekan Boelan (1934) - Sampaikan Salamku Kepadanya | - Suman Hs. - Kasih Ta' Terlarai (1961) - Mentjari Pentjuri Anak Perawan (1957) - Pertjobaan Setia (1940) - Djamaluddin Adinegoro - Darah Muda - Asmara Jaya - Sutan Takdir Alisjahbana - Tak Putus Dirundung Malang - Dian jang Tak Kundjung Padam (1948) - Anak Perawan Di Sarang Penjamun (1963) - Hamka - Di Bawah Lindungan Ka'bah (1938) - Tenggelamnya Kapal van der Wijck (1957) - Tuan Direktur (1950) - Didalam Lembah Kehidoepan (1940) - Anak Agung Pandji Tisna - Ni Rawit Ceti Penjual Orang (1975) - Sukreni Gadis Bali (1965) - I Swasta Setahun di Bedahulu (1966) - Said Daeng Muntu - Pembalasan - Karena Kerendahan Boedi (1941) - Marius Ramis Dayoh - Pahlawan Minahasa (1957) - Putra Budiman: Tjeritera Minahasa (1951) |

## Indonesië in de jaren '20
Niet alle publicaties in deze periode werden via het Balai Pustaka geregeld. Zoals gezegd was dit een uitgeverij die door de overheid sterk gecontroleerd werd en zij richtte zich voornamelijk op politieke maar ook taalkundige uitgaven. Opvallend aan de publicaties was een steeds groeiend nationaal bewustzijn en de ontwikkeling van het Indonesisch als officiële taal.

### Politiek
In 1908 werd Budi Utomo gesticht. Aanvankelijk profileerden ze zich als politieke groep, maar onder druk van de Nederlandse bezetters richtten ze zich stilaan meer op culturele activiteiten. Politieke problemen werden dan eerder besproken in de Sarekat Islam, gesticht in 1912 en voorbehouden aan een elite van zakenmannen. Onder andere Soekarno, die later president van het land zou worden, was al vroeg lid van deze groepering. Ondertussen verscheen ook een echte politieke partij. Deze richtte zich op Indonesiërs en kinderen uit een gemengd huwelijk.
Uiteindelijk gaven de Nederlanders gehoor aan de wensen van de Indonesische bevolking. Er werd een Volksraad opgericht. Deze had echter een louter adviserende functie. De Nederlandse Gouverneur-generaal kon nog steeds naar eigen wens besturen.

### Taal
Een van de eerste acties die de Volksraad ondernam, was het afkeuren van het gebruik van zowel Nederlands als Maleis in haar zittingen. Hoewel tot in de jaren 30 slechts 1 lid van de Volksraad enkel het Maleis gebruikte, werd erg duidelijk dat de taal een officiële status had verworven.
1928 was een belangrijk jaar voor de Indonesische taal. Enkele Javaanse intellectuelen verwezen voor het eerst naar Bahasa Indonesia ("Indonesische taal"). Op 28 oktober 1928 werd door een grote vereniging jonge Indonesiërs het principe "één volk, één land, één taal" in gebruik genomen.
Deze dag kan beschouwd worden als de geboortedag van het Indonesisch.

## Pujangga Baru

### Vernieuwing
Als gevolg van deze ontwikkelingen waren er enkele nieuwe factoren die het literaire landschap in de jaren 30 aftekenden:
- Sterk ontwikkeld nationalisme bij de jonge Indonesische intellectuelen.
- Deze intellectuelen vonden elkaar in verschillende groeperingen: er ontstond een hele organisatie.
- Zij voelden allen de nood aan literaire expressie in hun nieuwe taal.
- Hoewel ze de kans hiertoe kregen bij Balai Pustaka, waren zij hiermee niet helemaal tevreden omdat de Nederlandse controle botste met hun nationalisme.
- Jonge intellectuelen voelden dat hun Maleise achtergrond hen op literair vlak aan clichés en vastgestelde normen had gebonden. Na hun contact met het Westen, ontdekten zij nieuwe mogelijkheden.

### Een nieuw tijdschrift
Angkatan Pujangga Baru, wat zoveel betekent als "Generatie van Nieuwe Literatuur (of Nieuwe Dichters/Schrijvers)", werd zo genoemd om duidelijk te maken waar de beweging voor stond: ze wilden streven naar vernieuwing, zich verlossen van zowel de regels van de traditionele, Maleise literatuur en het juk van de koloniale beperkingen.
Om dat te bereiken werd in 1933 een nieuw literair tijdschrift uitgebracht: Poedjangga Baroe door Sutan Takdir Alisjahbana, Amir Hamzah en Armijn Pane.
Het tijdschrift werd gepubliceerd tussen 1933 en 1942. Toen de Japanners het land bezetten, werd door de uitgevers een verzoek ingediend om de publicatie voort te zetten. Ze kregen nooit antwoord en dat stond gelijk aan een weigering. In 1948 gingen de drie opnieuw van start, maar in 1953 moesten ze de boeken sluiten. Pas later werd bekend dat het succes van het tijdschrift klein tot onbestaand was.

### Kenmerken
Poejangga Baroe publiceerde soms, om onduidelijke redenen, Engelstalig proza; daarnaast werd ook, om begrijpelijker redenen, regelmatig Nederlandstalig proza en poëzie gepubliceerd. Maar het tijdschrift werd voornamelijk gekenmerkt door haar positie als eerste echte Indonesische literatuurtijdschrift: alle leden van de redactie waren van Indonesische afkomst.
De gepubliceerde werken waren voornamelijk essays en moderne poëzie.
Deze moderne schrijfstijlen waren een bewuste ommekeer van de traditionele literatuur; hoewel twee bekende stromingen onmiskenbaar te onderscheiden zijn.

#### Romantiek
Aan de ene kant waren er de schrijvers en dichters, veelal met een Nederlandse opleiding, die zich aangetrokken voelden tot de Nederlandse romantiek. Ze keken op naar de grote namen in de Beweging van Tachtig en kopieerden hun stijl.
- De Tachtigers hadden de nadruk gelegd op de individuele uitdrukking van gevoelens en emoties. Dit element vinden we ook terug in de Indonesische literatuur uit deze periode, vaak zelfs al in de titel, bijvoorbeeld Kematian Anak ("De dood van een kind").
- Schrijvers maakten ook vaak werken over de schoonheid en simpelheid van de natuur. Getuige daarvan de vele teksten met titels in de trant van Sawah ("Rijstvelden") of Bintang ("Sterren").
- Ook mystiek was een steeds terugkerend element in vele van de werken uit deze periode in Indonesië.
- Niet enkel op het gebied van onderwerpen, maar ook op het gebied van vorm kon men een duidelijke romantische invloed opmerken. Het meest opvallende hierbij was de intrede van het sonnet. Dit brak volledig met de traditionele vormen syair en pantun. Sommigen zagen echter wel een gelijkenis tussen sonnet en pantun. Bij het sonnet is er tussen de achtste en negende vers een volta, bij het pantun gebeurt iets gelijkaardigs tussen het eerste en tweede couplet.

#### De Oosterse tradities
Niet alle Indonesische schrijvers voelden zich aangetrokken tot de Westerse stijl. Dit resulteerde in een "tegen-organisatie" die zich liet inspireren door de traditionele Oosterse literatuur. Amir Hamzah, een grote naam binnen deze stroming, voelde zich bijzonder aangetrokken tot het verhaal van Duizend-en-één-nacht. Hij wilde het zelfs vertalen naar het Indonesisch, maar is daar nooit toe gekomen. Wel vertaalde hij de Bhagavad Gita.

### Andere werken
Sommige werken van de Pujangga Baru waren zo belangrijk voor de Indonesische literatuur dat ze een speciale vermelding verdienen. Sutan Takdir Alisjahbana schreef met zijn korte roman Layar Terkembang een gevoelig portret van jonge vrouwen in het Indonesië van die tijd. Rustam Effendi schreef Bebasari, het eerste moderne theaterstuk in het Indonesisch. En Armijn Panes Belenggu was een controversiële roman over buitenechtelijke relaties die eerst op veel weerstand stootte, maar later aan de lijst van klassiekers werd toegevoegd.
Het boek wordt omschreven als de eerste psychologische roman in de Indonesische literatuur.

### Auteurs en werken van dePujangga Baru
| - Sutan Takdir Alisjahbana - Layar Terkembang (1948) - Tebaran Mega (1963) - Armijn Pane - Belenggu (1940) - Jiwa Berjiwa - Gamelan Djiwa (1960) - Djinak-djinak Merpati (1950) - Kisah Antara Manusia - kortverhalen (1953) - Tengku Amir Hamzah - Nyanyi Sunyi (1954) - Buah Rindu (1950) - Setanggi Timur (1939) - Sanusi Pane - Pancaran Cinta (1926) - Puspa Mega (1971) - Madah Kelana (1931/1978) - Sandhyakala ning Majapahit (1971) - Kertadjaja (1971) | - Muhammad Yamin - Indonesia, Toempah Darahkoe! (1928) - Kalau Dewi Tara Sudah Berkata - Ken Arok dan Ken Dedes (1951) - Tanah Air - Roestam Effendi - Bebasari (1953) - Pertjikan Permenungan (1953) - Selasih - Kalau Ta' Oentoeng (1933) - Pengaruh Keadaan (1957) - J.E.Tatengkeng - Rindoe Dendam (1934) |

## Angkatan '45
De schrijvers uit deze periode worden geleid door de idee van onafhankelijkheid. De werken van de Angkatan '45 zijn vaak realistischer, terwijl die van de Pujangga Baru meer romantisch en idealistisch waren.

### Auteurs en werken van deAngkatan '45
| - Chairil Anwar - Kerikil Tadjam (1949) - Deru Tjampur Debu (1949) - Asrul Sani, Rivai Apin, Chairil Anwar - Tiga Menguak Takdir (1950) - Idrus - Dari Ave Maria ke Djalan Lain ke Roma (1948) - Aki (verhaal) (1949) - Perempuan dan Kebangsaan - Pramoedya Ananta Toer - Bukan Pasar Malam (1951) - Ditepi Kali Bekasi (1951) - Gadis Pantai - Keluarga Gerilja (1951) - Mereka jang Dilumpuhkan (1951) - Perburuan (1950) - Tjerita dari Blora (1963) | - Mochtar Lubis - Tidak Ada Esok (1982) - Djalan Tak Ada Udjung (1958) - Si Djamal (1964) - Achdiat K. Mihardja - Atheis (1958) - Trisno Sumardjo - Katahati dan Perbuatan (1952) - M.Balfas - Lingkaran-lingkaran Retak - kortverhalen (1978) - Utuy Tatang Sontani - Suling (1948) - Tambera (1952) - Awal dan Mira (1962) |

## Angkatan '50
Angkatan '50 werd gekenmerkt door Kisah, een tijdschrift dat werd uitgegeven door H.B. Jassin. Bovendien was ook de opkomst van socialisten en communisten onder de schrijvers een belangrijke factor.
Aan de Angkatan '50 kwam abrupt een eind met de politieke crisis die gestart was door de Gerakan 30 September, de Beweging van 30 september.

### Auteurs en werken van deAngkatan '50
| - Ajip Rosidi - Cari Muatan - Ditengah Keluarga (1956) - Pertemuan Kembali (1960 - Sebuah Rumah Buat Hari Tua - Tahun-tahun Kematian (1955) - Ali Akbar Navis - Bianglala: kumpulan tjerita pendek (1963) - Hudjan Panas (1963) - Robohnja Surau Kami: 8 tjerita pendek pilihan (1950) - Bokor Hutasuhut - Datang Malam (1963) - Enday Rasidin - Surat Cinta - Nh. Dini - Dua Dunia (1950) - Hati jang Damai (1960) - Nugroho Notosusanto - Hujan Kepagian (1958) - Rasa Sajangé (1961) - Tiga Kota (1959) - Ramadhan K.H - Api dan Si Rangka - Priangan si Djelita (1956) - Sitor Situmorang - Dalam Sadjak (1950) - Djalan Mutiara: kumpulan tiga sandiwara (1954) - Pertempuran dan Saldju di Paris (1956) - Surat Kertas Hidjau: kumpulan sadjak (1953) - Wadjah Tak Bernama: kumpulan sadjak (1955) - Subagio Sastrowardojo - Simphoni (1957) | - Titis Basino - Pelabuhan Hati (1978) - Dia, Hotel, Surat Keputusan (cerpen) (1963) - Lesbian (1976) - Bukan Rumahku (1976) - Pelabuhan Hati (1978) - Di Bumi Aku Bersua di Langit Aku Bertemu (1983) - Trilogie: - Dari Lembah Ke Coolibah (1997) - Welas Asih Merengkuh Tajali (1997) - Menyucikan Perselingkuhan (1998) - Aku Supiah Istri Wardian (1998) - Tersenyumpun Tidak Untukku Lagi (1998) - Terjalnya Gunung Batu (1998) - Aku Kendalikan Air, Api, Angin, dan Tanah (1998) - Rumah Kaki Seribu (1998) - Tangan-Tangan Kehidupan (1999) - Bila Binatang Buas Pindah Habitat (1999) - Mawar Hitam Milik Laras (1999) - Toto Sudarto Bachtiar - Suara : kumpulan sadjak 1950-1955 (1962) - Etsa, sadjak-sadjak (1958) - Trisnojuwono - Angin Laut (1958) - Dimedan Perang (1962) - Laki-laki dan Mesiu (1951) - W.S. Rendra - Balada Orang² Tertjinta (1957) - Empat Kumpulan Sajak (1961) - Ia Sudah Bertualang dan tjerita-tjerita pendek lainnja (1963) |

### Opmerking
Indonesische namen verschillen van Westerse namen in die zin dat er geen onderscheid gemaakt wordt tussen voornaam en familienaam (als die er al is). Dit zorgt weleens voor problemen bij het opstellen van een bibliografie. De werkwijze die hier gevolgd werd is de meest aanvaarde.
Wanneer niet duidelijk is wat voornaam en wat achternaam is, wordt de naam voluit gebruikt zoals die in het werk gevonden is. Zodoende wordt Ajip Rosidi gevonden onder de A. Westerse namen worden uiteraard volgens de gewone regel vermeld.

### Werken
| - Ajip Rosidi 1988 Ajip Rosidi, Sejarah Sastra Indonesia, Jakarta: PT. Bina Aksara, 2nd impr. (In Indonesian; "History of Indonesian Literature".) - Bezemer 1921 T. J. Bezemer, Beknopte Encyclopædie van Nederlands-Indië, Leiden/'s-Gravenhage/Batavia: Brill/Martinus Nijhoff/Kolff. (In Dutch; "A Concise Encyclopaedia of the Netherlands East Indies".) - Bezemer 1943 T. J. Bezemer, Vier eeuwen Maleische literatuur in vogelvlucht, Deventer: W. van Hoeve. (In Dutch; "Four Centuries of Malay Literature: A Bird's Eye View".) - Braasem 1949 W. A. Braasem, “Uit dromenland naar stof en zweet. Moderne Indonesische poëzie”, in: Indonesië. Tweemaandelijks tijdschrift gewijd aan het Indonesisch cultuurgebied 1949(3)-2(September) pp. 151-77. (In Dutch; "From the Realm of Dreams to Dust and Sweat. Modern Indonesian Poetry".) - Braasem 1954 W. A. Braasem, Moderne Indonesische literatuur, Amsterdam: C. P. J. van der Peet. (In Dutch; "Modern Indonesian Literature".) - Braasem 1959 W.A. Braasem (transl. and introd.), Pantuns, Djakarta etc.: De Moderne Boekhandel Indonesië. (In Dutch, with poetry in the original languages; "Pantuns".) - Brouwer 1958 B. J. Brouwer, De houding van Idenburg en Colijn tegenover de Indonesische beweging, Kampen: J. H. Kok. (In Dutch; "The Attitude of Idenburg and Colijn towards the Indonesian Movement".) - De Vries 1980 J. W. de Vries, "Het Indonesisch als nationale taal", in: Forum der Letteren 21(1980)-2:102-113. (In Dutch; "Indonesian as a National Language".) - Du Perron 1959 E. du Perron, Indisch Memorandum, in: Verzameld Werk VII, Amsterdam: G. A. van Oorschot. (In Dutch; "Indonesian Notebook".) - François n.d. J. H. François, 37 jaar Indonesische vrijheidsbeweging, n.p.: De Driehoek [1946 or 1947]. (In Dutch; "37 Years of Indonesian Struggle for Liberation".) - Jassin 1987 H. B. Jassin, Pujangga Baru: Prosa dan Puisi, Jakarta: CV Haji Masagung. (In Indonesian; "Pujangga Baru: Prose and Poetry".) - Jassin 1993 H. B. Jassin, Sastra Indonesia dan Perjuangan Bangsa. Kumpulan Esei 1983—1990, Jakarta: Puspa Swara. (In Indonesian; "Indonesian Literature and Popular Struggle. A Collection of Essays, 1983—1990".) - Pamusuk Eneste 1981 Pamusuk Eneste (ed.), Leksikon Kesustraan Indonesia Modern, Jakarta: Penerbit PT Gramedia. (In Indonesian; "A Lexicon of Modern Indonesian Literature".) - Pigeaud 1949 Th. Pigeaud, "Bibliografie in Indonesië", in: Indonesië. Tweemaandelijks tijdschrift gewijd aan het Indonesisch cultuurgebied 1949(3)-2(September) pp. 124-29. (In Dutch; "Bibliography in Indonesia".) - Scova Righini 2005 Bert Scova Righini, Een leven in twee vaderlanden. Een biografie van Beb Vuyk, Leiden: KITLV. (In Dutch; "A Life in Two Native Countries. A biography of Beb Vuyk".) - Seribu Tahun Nusantara 2000 Seribu Tahun Nusantara [cover: 1000 Tahun Nusantara], ed. J. B. Kristanto, Jakarta: Kompas. - Teeuw 1972 A. Teeuw, "The Impact of Balai Pustaka on Modern Indonesian Literature", in: BSOAS 35(1972)-1, pp. 111-27. - Teeuw 1973 A. Teeuw, "Taalambtenaren, taalafgevaardigden en Indonesische taalwetenschap", in: Forum der Letteren 14(1973)-3, pp. 163-180. (In Dutch; "Language Officials, Language Deputies, and Indonesian Linguistics".) - Teeuw 1980a A. Teeuw, “Indonesische literatuur”, in: Moderne Encyclopedie van de Wereldliteratuur vol. 4 (ed. A.G.H. Bachrach et al.) pp. 329-34, Haarlem/Antwerpen: De Haan/De Standaard. (In Dutch; "Modern Indonesian Literature".) - Teeuw 1980b A. Teeuw, Sastra Baru Indonesia I, Ende: Penerbit Nusa Indah. (In Indonesian; transl. of Modern Indonesian Literature I.) - Teeuw 1989 A. Teeuw, Sastra Baru Indonesia II, Jakarta: Dunia Pustaka Jaya. (In Indonesian; transl. of Modern Indonesian Literature II.) - Uhlenbeck 1986 E. M. Uhlenbeck, "De Jong over Balai Pustaka: een kritisch commentaar", in: BKI 142(1986)-2/3:337-341. (In Dutch; "De Jong on Balai Pustaka; a critical comment".) |